# イブン・ケマル
ジャムセッディン・アーメドは、そのペンネームイブン・ケマルまたはKemalpaşazâde（「ケマル・パシャの息子」）として知られるオスマン帝国の歴史家であり、シェイヒュルイスラーム、法律家にして詩人だった。 
彼はエディルネの著名な軍人の家に生まれ、青年時代は軍に従事し、その後にさまざまなマドラサで学び、1515年にエディルネのカディとなった。彼は母親を通してイラン系の血を引いていた。彼は非常に尊敬される学者になり、オスマン帝国の統治者であるバヤズィト2世にオスマン帝国の歴史を書くように依頼された（ Tevarih-i Al-i Osman 、「オスマン家の年代記」）。 1516年、セリム1世の治世中に、彼はアナトリアの軍事裁判官に任命され、オスマン帝国の軍隊に同行した。 スレイマン1世の治世中に、彼はシェイヒュルイスラーム、つまりオスマン帝国におけるウラマーの最高位に任命され、死ぬまでその地位にあった。 

## 作品
彼は「トルコ語、ペルシャ語、アラビア語で約200の作品を執筆しました。 彼の作品には、コーランに関する解説、ハディースに関する論文、イスラム法、哲学および神学（カラム）、論理学、スーフィズム、倫理学、歴史、アラビア語およびペルシャ語の文法に関するいくつかの本、文学、そして小さな詩集があります」 
最も有名な歴史作品は、Tevarih-i Al-i Osman（「 オスマン家の年代記」）である。オスマン帝国の歴史であり、彼自身が生きていた時代の帝国政治に関する独自性の高い極めて重要な資料となっている。歴史家として最もよく知られているが、偉大な学者であり、才能ある詩人でもあった。クルアーンに関する学術的な解説や、法律やイスラム神学・哲学に関する論文を多数執筆した。 
エジプト滞在中はエジプトの歴史家アブ・アル・マハシン・イブン・タグリービルディ（Abu al-Mahasin ibn Taghribirdi）の作品をアラビア語から翻訳した。 
また、アラビア語で、 Daqaʿiq al-Haqaʿiq（「真実の機微」）と題した言語学的な作品も書いている。 
彼の最も詩的な作品にはNigaristan（「画集」）が含まれ、これはペルシア語で書かれており、詩人サアディーの『ゴレスターン』（薔薇園）と『ブースターン』（果樹園）をモデルとしている。ユスフとズレイハ（Yusuf ü Züleyha）はヨセフとポティファルの妻の物語（創世記第39章）に題を取った二行連詩である。Divān（「集められた詩」）は主に歌詞で構成されている。 哲学と神学については、彼はイブン・アラビーの系譜に属し、後にモッラー・サドラーが唱えることになるいくつかの学説に先行していた。 